# Augustin Poignet
Augustin Poignet (ur. 28 kwietnia 1928 w Sibiti, zm. 26 czerwca 2008 w Paryżu) – kongijski polityk, był tymczasowym prezydentem Konga w dniach 3-4 sierpnia 1968 roku po dymisji Alphonse Massamba-Débat.
Zajmował wysokie stanowiska administracyjne w rządzie Konga. Był m.in. sekretarzem stanu ds. obrony narodowej oraz ministrem obrony, a w latach 1992 i 1997 zajmował stanowisko przewodniczącego Senatu kongijskiego.

## Życiorys
Pochodził z ludu Bayaka, miał korzenie franko-kongijskie. W młodości dołączył do sił powietrznych Francji, służył w stopniu porucznika. Powrócił do Konga po uzyskaniu przez nie niepodległości. W 1964 roku prezydent Alphonse Massamba-Débat skierował go na misję do Chin. W 1968 Massamba-Debat mianował go sekretarzem stanu w ministerstwie obrony (po raz pierwszy takie stanowisko piastowała osoba doświadczona pod kątem wojskowym). W wyniku kryzysu i dymisji Massamba-Debat, przez jeden dzień pełnił obowiązki prezydenta. W przeciągu następnych kilku tygodni został odsunięty od funkcji rządowych, ale jednocześnie awansowany do stopnia kapitana.
W lutym 1969 roku został aresztowany pod zarzutem handlu bronią palną. Został skazany na 8 lat w zawieszeniu. Był zamieszany w nieudany pucz Pierre Kikanga, w wyniku czego w marcu 1970 roku zmuszony był uciec z kraju, ponieważ groziła mu kara śmierci. Powrócił do Konga dopiero w 1991 roku, by wesprzeć blok polityczny budowany przez Pascala Lissoubę. W 1992 roku wstąpił do Panafrykańskiego Związku na rzecz Demokracji Społecznej. W wyborach parlamentarnych w 1992 roku został z list UPADS wybrany senatorem z okręgu Lékoumou. 1 października tego samego roku został wybrany przewodniczącym izby wyższej parlamentu Konga. Stanowisko to pełnił do 1997 roku.
Zmarł 26 czerwca 2008 roku w szpitalu Val-de-Grâce w Paryżu, w wieku 80 lat. 17 lipca 2008 w Brazzaville roku odbył się uroczysty pochód z trumną. Pogrzeb odbył się dwa dni później, w jego rodzinnej miejscowości – Sibiti.